# Michael Smith (químico)
Michael Smith (Blackpool, Inglaterra, 26 de abril de 1932-Vancouver, Canadá, 4 de octubre de 2000) fue un químico, bioquímico y profesor universitario canadiense, de origen inglés, galardonado con el Premio Nobel de Química en 1993.

## Biografía
Estudió química en la Universidad de Mánchester, donde se doctoró en 1956. Aquel mismo año se trasladó al Laboratorio de Har Gobind Khorana de la Universidad de la Columbia Británica, y posteriormente se dedicó a la docencia en la Universidad de Wisconsin, situada en los Estados Unidos, y finalmente volvió a la Universidad de la Colúmbia Británica, donde fue nombrado director del Laboratorio de Biotecnología.

## Investigaciones científicas
Interesado en la investigación científica en el entorno del ADN, buscó métodos para poder recodificar el ácido desoxirribonucleico en puntos concretos, lo que se conoció como mutagénesis dirigida, para poder variar así la composición, forma y propiedades de las proteínas.
En 1993 fue galardonado con el Premio Nobel de Química por el desarrollo de un método para la mutación (mutágeno) del ácido desoxirribonucleico. El premio fue compartido con Kary B. Mullis por el desarrollo de la Reacción en cadena de la polimerasa.
| Predecesor: Rudolph Marcus | Premio Nobel de Química 1993 | Sucesor: George A. Olah |

- Datos: Q232289
- Multimedia: Michael Smith (chemist) / Q232289